# Грир, Фрэнк (спортсмен)
Фрэнк Бартоломью Грир (англ. Frank Bartholomew Greer; 26 февраля 1879, Ист-Бостон — 7 мая 1943, Уинтроп, Массачусетс) — американский гребец, чемпион летних Олимпийских игр 1904.
На Играх 1904 в Сент-Луисе Грир участвовал только в соревнованиях одиночек. С результатом 10:08,5 он пришёл первым к финишу в единственной гонке и выиграл золотую медаль.
После окончания спортивной карьеры несколько лет тренировал гребцов в Детройте, а затем вернулся в Бостон, где в течение долгого времени был шерифом тюрьмы округа Саффолк.